# Мобільна дисконтна картка
Мобільна дисконтна картка (електронний купон, ваучер, талон тощо) — це дисконтна картка або електронний квиток, що емітовано у вигляді електронного запису у базі даних дисконтного клубу або системи, що надає послуги за допомогою електронних квитків (наприклад авіа компанії, що використовують технологію електронного авіаквитка, та поширюється за допомогою в електронних носіїв інформації та містить в собі будь-який засіб ідентифікації (штрих-код, запис в базі даних, цифровий підпис, унікальний ідентифікатор тощо)

## Принципи роботи
Принципи роботи, які відрізняють звичайну дисконтну картку від мобільної (електронної) полягає в способі доставки, зберігання та взаємодії покупця з продавцем і дисконтною системою. Також існує поділ за принципами зберігання інформації: або інформація про знижку зберігається у вигляді запису в базі даних емітента картки (дисконтна система, продавець), або знижка надається без звірки з базою даних.
Мобільні та електронні дисконтні картки доставляються і зберігаються на звичайних або спеціальних пристроях, що працюють за допомогою радіо каналів зв'язку та / або мають здатність обробляти тривіальну логіку.
Спеціальні пристрої зберігання мобільних (електронних) дисконтних карток:
- Смарт-картка — паперова або пластикова картка оснащена чипом, який містить унікальний ідентівікатор запису в базі даних емітента або касовий системі через яку надається послуга;
- Touch Memory — цифровий ідентифікатор або квиток, що містить статичний код і поширюється на спеціальних носіях Touch Memory;
- чип радіочастотної ідентифікації — безконтактна система, містить унікальний статичний або динамічний код;

Звичайні пристрої зберігання мобільних (електронних) дисконтних карток:
- Мобільний телефон, кишеньковий комп'ютер — MIDlet або запис у мідлет — система зберігання та розповсюдження інформації про знижки, статичний або динамічний код, який використовує технології Java-програм для мобільних пристроїв J2ME . Надає можливості online оновлення інформації, систем підтвердження і додаткових засобів ідентифікації. Як правило використовує мобільний зв'язок для доступу до баз даних через Інтернет.

Окремо потрібно відзначити електронні дисконтні картки та коди, які можуть бути доступні з будь-якого мобільного або стаціонарного пристрою має доступ в Інтернет або спеціального транслятора Bluetooth. Такі картки та коди публікуються на сайтах і відносяться до категорії мобільних та / або електронних тому, що не вимагають їх перенесення або відтворення іншим, крім електронного, способом. Такі картки як правило або доставляються або зберігаються в мобільних пристроях. Як правило вони надаються у рекламних матеріалах, промоція і поширюються електронними каналами — електронна пошта, публікації на сайтах, короткими повідомленнями SMS і через Bluetooth. Як система ідентифікації поширена в авіакомпаніях та у емітентів, що надають послуги з повною ідентифікацією особистості. Використовується як авіаквиток, вимагає додаткового пред'явлення документа, що ідентифікує особу.

## Типи знижок що надаються мобільними дисконтними картками
Оскільки фактично Мобільна дисконтна картка є розширенням звичайних систем надання знижок, вона має той же перелік типів знижок, що і звичайна дисконтна система. Але на відміну від не електронних дисконтних систем додатково має можливості надання знижок з часовими обмеженнями, акційних програм, систем резервування товарів зі знижкою та систем замовлення.